# Дадакаловка (Зеньковский район)
Дейкаловка (укр. Дейкалівка) — село, Власовский сельский совет, Зеньковский район, Полтавская область, Украина.
Код КОАТУУ — 5321381603. Население по переписи 2001 года составляло 26 человек.

## Географическое положение
Село Дадакаловка находится на берегу реки Ташань, выше по течению на расстоянии в 1 км расположено село Власовка, ниже по течению на расстоянии в 2 км расположено село Трояновка. К селу примыкает лесной массив (сосна).

## История
- Была приписана к Троицкой церкви во Власовке.[2]
- Есть на карте 1869 года как Дакаловка[3]